# FF Skagen
FF Skagen A/S er en dansk fiskeindustrivirksomhed, der producerer fiskemel, fiskeolie og forarbejder spisefisk. De har hovedkvarter på Skagen Havn. Virksomheden blev etableret som Fiskernes Fiskeindustri a.m.b.a i 1999. Siden 2012 har virksomheden været majoritetsejet af FF Skagen Fond. Der er ca. 300 fuldtidsansatte i FF Skagen. I 2023 havde virksomheden en omsætning på 3,2 mia. kroner. Datterselskabet Scandic Pelagic forarbejder sild og sildefisk til konsum.